# Мала Полана (Велика Полана)
'Мала Полана (словен. Mala Polana) — поселення в общині Велика Полана, Помурський регіон, Словенія. Висота над рівнем моря: 164,8 м.